# Кучешки живот
„Кучешки живот“ (на английски: A Dog's Purpose) е американски трагикомичен приключенски филм от 2017 г. на режисьора Ласе Халстрьом по сценарий на Уилям Брус Камерън, Катрин Мишон, Одри Уелс, Мая Форбс и Уоли Уолодарски, базиран на едноименния роман от 2010 г. на Уилям Брус Камерън. Във филма участват Брит Робърсън, Кей Джей Апа, Джон Ортиз, Кърби Хауъл-Баптисте, Пеги Липтън (в нейната последна филмова роля след нейната смърт през 2019 г.), Денис Куейд и Джош Гад.
Филмът е копродукция между Amblin Entertainment, Reliance Entertainment, Walden Media и Pariah Entertainment и е пуснат по кината от Universal Pictures на 27 януари 2017 г. и спечели над 205 милиона по целия свят.
Продължението „Кучешки живот 2“ (A Dog's Journey), беше пуснат на 17 май 2019 г.

## Актьорски състав
- Джош Гад – гласът на Бейли, Ели, Тино и Вафълс/Бъди
- Денис Куейд – Етън Монтгомъри, собственик на Бейли.
  - Кей Джей Апа – Етън като тийнейджър
  - Брайс Грейшар – Етън на 8 години
- Джулиет Райлънс – Елизабет Монтгомъри, майката на Етън.
- Пеги Липтън – Хана, любовен интерес на Етън.
  - Брит Робърсън – Хана като тийнейджърка
- Джон Ортиз – Карлос Руиз, собственик на Ели.
- Кърби Хауел-Баптисте – Мая, собственичка на Тино.
- Пуч Хол – Ал, любовен интерес на Мая.
- Люк Кърби – Джим Монтгомъри, баща на Етън.
- Майкъл Бофшевър – Бил, дядо на Етън.
- Габриел Роуз – Фран, баба на Етън.
- Логан Милър – Тод, съученик на Етън.

## Продукция
През 2015 г. DreamWorks придобива правата върху филма за романа на Камерън. На 8 май 2015 г. беше обявено, че Ласе Халстрьом ще режисира филма. На 5 август 2015 г. Брит Робърсън и Денис Куейд се присъединиха към актьорския състав. На 18 септември 2015 г. Пооч Хол получи участието във филма. На 15 октомври 2015 г. Брадли Купър се присъединява към актьорския състав, за да играе вътрешния глас на Бейли, но ролята в крайна сметка е изпълнена от Джош Гад. Основната фотография започва на 17 август 2015 г. По време на продукцията възникна полемика за лечение на куче по време на снимките.

## Пускане
През декември 2015 г. филмът премина от изданието на DreamWorks Pictures към банера на Amblin Entertainment съгласно новоприетата маркова стратегия на Amblin Partners. Филмът е издаден от Universal Pictures на 27 януари 2017 г. Universal също го разпространява в чужбина, с изключение на страните, където Mister Smith Entertainment се занимава с международни продажби.

## В България
На 3 февруари 2017 г. филмът е разпространен по кината от „Лента“.
На 6 април 2018 г. е излъчен по NOVA в събота от 15:20 ч.

### Синхронен дублаж
| Роля                 | Изпълнител |
| -------------------- | --- |
| Бейли                | Цвети Пеняшки |
| Итън на 8 години     | Кристиян Върбановски |
| Итън като тийнейджър | Иван Велчев |
| Джим, бащата на Итън | Петър Калчев |
| Други гласове        | Цветослава Симеонова Вера Методиева Кръстина Кокорска Владо Михайлов Георги-Маноел Димитров Константин Лунгов Явор Караиванов |

| Обработка              | Александра Аудио |
| ---------------------- | ---------------- |
| Режисьор на дублажа    | Живка Донева     |
| Изпълнителен продуцент | Васил Новаков    |

| Озвучаващи артисти  | Даринка Митова Мими Йорданова Нина Гавазова Георги Стоянов Симеон Владов |
| Преводач            | Силвия Вълкова                                                           |
| Тонрежисьор         | Михаил Бозев                                                             |
| Режисьор на дублажа | Тодор Георгиев                                                           |